# Trò chơi năm 2006
Trang này liệt kê các board game, trò chơi thẻ bài, wargame, trò chơi mô hình thu nhỏ, và trò chơi nhập vai tabletop xuất bản năm 2006. Đối với trò chơi điện tử, xem Trò chơi điện tử năm 2006.

## Trò chơi phát hành hoặc phát minh năm 2006
- 24 DVD Board Game
- Against the Darkness (trò chơi nhập vai)
- Alhambra: The Dice Game
- Apples to Apples Bible Edition
- Arkham Horror: Curse of the Dark Pharaoh Expansion
- Arkham Horror: Dunwich Horror Expansion
- Avatar: The Last Airbender Trading Card Game
- Axis & Allies: Battle of the Bulge
- BattleLore
- Battlestar Galactica Collectable Card Game
- Big Bang Comics (trò chơi nhập vai)
- Bella Sara
- Blokus Trigon
- Blue Moon - The Buka Invasion (bản mở rộng của Blue Moon)
- Blue Moon City
- Border Reivers
- Burning Empires (trò chơi nhập vai)
- Cadwallon (trò chơi nhập vai)
- Carcassonne - The Tower
- Christian Fluxx
- Chess for Dummies
- City of Heroes Collectible Card Game
- Classic BattleTech: Total Warfare
- Cleopatra and the Society of Architects
- Commands & Colors: Ancients
- Conan Collectible Card Game
- Cone of Fire
- Crystalicum (trò chơi nhập vai)
- d20 Dark•Matter (trò chơi nhập vai)
- Dead Money
- Doctor Who - Battles in Time
- Draim arena
- Dungeon Twister - Mercenaires
- Dungeon Twister - Minotaur
- Dungeon Twister - Purple Dragon
- Dungeon Twister - À feu et à sang
- Dungeon Twister Collectors Box
- Eve: The Second Genesis Collectible Card Game
- Fantasy Imperium (trò chơi nhập vai)
- Fluxx Español
- Fury of Dracula
- Garden Party
- Gheos
- Great War at Sea: Jutland
- Great War at Sea: US Navy Plan Gold
- GridIron Master
- Gunslingers and Gamblers (trò chơi nhập vai)
- High School Drama!
- HorrorClix
- Jewish Fluxx
- LOST Mystery Puzzle Game
- Marvel Heroes
- Munchkin Impossible
- Naruto Collectible Card Game
- Nemesis (trò chơi nhập vai)
- Neuroshima Hex!
- Panzer Grenadier Airborne Introductory Edition
- Panzer Grenadier: Blue Division
- Panzer Grenadier: Red Warrioros
- Panzer Grenadier: Sinister Forces
- Pirates of the Caribbean Trading Card Game
- Power Grid - Benelux/Central Europe
- Random Violence
- Rangers Strike
- Risk: Star Wars Original Trilogy Edition
- Robotech Collectible Card Game
- Shogun
- Spirit of the Century (trò chơi nhập vai)
- The Spoils
- Star Wreck Roleplaying Game
- Struggle for Rome
- Terra Nova
- Thurn and Taxis
- Ticket to Ride - Märklin Edition
- Ticket to Ride: USA 1910
- To Court the King
- Treehouse
- Universal Fighting System
- War of the Ring - Battles of the Third Age (bản mở rộng của War of the Ring)
- War on Terror
- WARMACHINE Prime Remix
- WARMACHINE: Superiority
- Warrior Knights
- Wild Talents (trò chơi nhập vai)
- World of Warcraft Trading Card Game
- Xeko
- Zombies!!! (Second Edition, phiên bản gốc phát hành năm 2001)
- Zombies!!! 5: School's Out Forever

## Giải thưởng trò chơi được trao năm 2006
- Spiel des Jahres: Thurn and Taxis
- Games: Vegas Showdown

## Chết
| Ngày       | Tên             | Tuổi | Chức vụ                                                            |
| ---------- | --------------- | ---- | ------------------------------------------------------------------ |
| 8 tháng 3  | Steve Henderson | ~61  | Nhà thiết kế trò chơi nhập vai                                     |
| 11 tháng 6 | Tim Hildebrandt | 67   | Nhà vẽ minh họa                                                    |
| 25 tháng 9 | John M. Ford    | 49   | Nhà thiết kế trò chơi nhập vai, nổi tiếng khi làm việc trong GURPS |